# Ehalkivi
Az Ehalkivi (más néven Ehakivi, Linnukivi, vagy Veljastekivi) az Európában talált legnagyobb vándorkő, amely Észtország északi partvidékén, Lääne-Viru megyében, Viru-Nigula községben, a Letipea-fok mellett, a tengerben, a part közelében található. 

## Jellemzői
Magmás eredetű, anyaga pegmatit. Térfogata kb. 930 m³, tömege 2500 tonna. A hosszúkás alakú kő hossza 16,5 m, szélessége 14,3 m, magassága 7,6 m. 1937-ben természeti emlék státuszt kapott.